# Seux
Seux ist eine nordfranzösische Gemeinde mit 169 Einwohnern (Stand 1. Januar 2022) im Département Somme in der Region Hauts-de-France. Die Gemeinde liegt im Arrondissement Amiens, ist Mitglied des Gemeindeverbands Amiens Métropole und gehört zum Kanton Ailly-sur-Somme. Die Bewohner werden Seuxois und Seuxoises genannt.
Die Gemeinde erhielt 2023 die Auszeichnung „Drei Blumen“, die vom Conseil national des villes et villages fleuris (CNVVF) im Rahmen des jährlichen Wettbewerbs der blumengeschmückten Städte und Dörfer verliehen wird.

## Geographie
Die Gemeinde liegt in der Picardie größtenteils auf der Hochfläche rund 14 Kilometer westlich von Amiens.
Umgeben wird Seux von den fünf Nachbargemeinden:
| Briquemesnil-Floxicourt | Saisseval                                   | Bovelles |
|                         | Kompassrose, die auf Nachbargemeinden zeigt |          |
| Fluy                    |                                             | Pissy    |

## Einwohner
| 1962 | 1968 | 1975 | 1982 | 1990 | 1999 | 2006 | 2013 | 2020 |
| ---- | ---- | ---- | ---- | ---- | ---- | ---- | ---- | ---- |
| 135  | 117  | 148  | 168  | 162  | 158  | 163  | 169  | 167  |

## Verwaltung
Bürgermeisterin (maire) ist seit 2020 Valérie Rose Tetu.

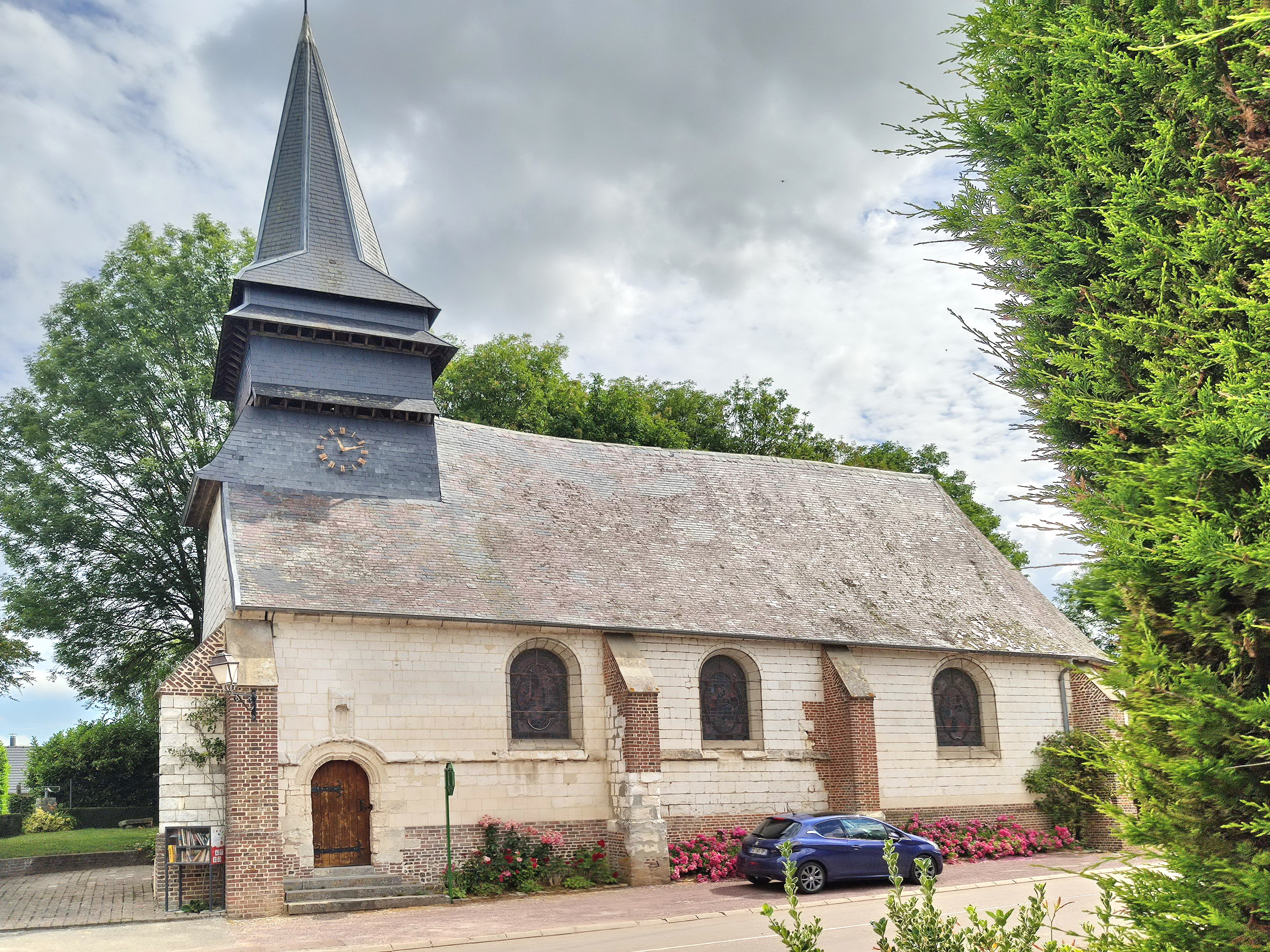
Kirche Saint-Fiacre

## Sehenswürdigkeiten
- Kirche Saint-Fiacre aus dem 18. Jahrhundert.

## Persönlichkeiten
- Robert de Louvencourt (1880–1952), Ritter der Ehrenlegion, in Seux geboren